# Nelly (1914)
Nelly ist ein zweiteiliges, deutsches Stummfilmmelodram aus dem Jahre 1914 mit Tony Sylva in der Titelrolle.

## Handlung
Erzählt wird die kolportagehafte Geschichte vom Aufstieg des armen, kleinen Blumenmädchens Nelly. Nelly ist eine typische kleine Großstadtpflanze jener Zeit, die hofft, eines Tages ihren ganz persönlichen Prinzen kennenzulernen, der sie aus ihrem kleinbürgerlichen Alltagselend entreißt. Tatsächlich trifft sie bald einen gutsituierten, finanziell potenten Mann, der sie heiratet und in die so genannten „besseren Kreise“ einführt. Nelly besitzt nun, im Scheinwerferlicht gesellschaftlicher Akzeptanz, Wohlstand und Anerkennung, und es eröffnet sich ihr eine Welt, die sie sich bislang nicht hatte vorstellen können.
Ihr Wohlgefühl aber, das in Verschwendungssucht ausartet, bedeutet alsbald auch den Ruin ihres Gatten. Kaum ist dieser nicht mehr imstande, den Bedürfnissen der Aufsteigerin nachzukommen, bieten sich andere „Herren“ Nelly an, ihr zu Diensten sein zu wollen. Ihr Weg führt geradewegs in das „Laster“ – Spielhöllen, Rennplätze und Vergnügungsetablissements werden bald ihre neue Welt. Und immer findet sich jemand, der bereit ist, ihr dieses Luxusleben in Saus und Braus zu finanzieren. Schließlich findet Nellys liederliches, von Maßlosigkeit und mangelnder Moral geprägtes Parvenu-Leben ein tödliches Ende.

## Produktionsnotizen
Nelly entstand im Frühjahr 1914 im Vitascope-Atelier in Berlin-Weißensee. Produktionsfirma bei beiden Teilen war die renommierte Projektions-AG „Union“ (PAGU). Beide Teile mit einer Länge von jeweils vier Akten passierten die Filmzensur im Juni 1914 und wurden mit Jugendverbot belegt. Der erste Teil lief am 19. Juni 1914 an, der zweite Teil am 17. Juli desselben Jahres. Der erste Teil wurde auch mit dem Untertitel Der Roman eines Blumenmädchens verliehen.

## Kritik
„Was Tony Sylva in diesen zwei Teilen ihrer Nelly künstlerisch leistet, schließt sich an die besten Zeiten ihrer Filmkarriere an. Auch die übrige Darstellung der an Figuren und Phasen reichen Handlung sind mit dem Auge des geübten Regisseurs geschaut und gestellt und in einheitlichem Zuge zu vollem Erfolg geführt. Es ist ein sehr gut gelungener Film!“